# لويس ماتوس
لويس ماتوس (بالإنجليزية: Luis Matos)‏ هو لاعب كرة قاعدة أمريكي، ولد في 30 أكتوبر 1978 في بايامون في الولايات المتحدة.

## وصلات خارجية
- لويس ماتوس على موقعبيزبول رفرنس.كوم (الدوري الرئيسي) (الإنجليزية)
- لويس ماتوس على موقعبيزبول رفرنس.كوم (الدوري الثانوي) (الإنجليزية)
- لويس ماتوس على موقع مشجعي الرسوم البيانية (الإنجليزية)